# Христо Апостолов (Сърбиново)
Вижте пояснителната страница за други личности с името Христо Апостолов.
Христо Апостолов е български революционер, деец на Върховния македоно-одрински комитет.

## Биография
Апостолов е роден около 1860 година в село Сърбиново, тогава в Османската империя, днес Брежани, България. Арестуван е и лежи в Беяз куле през 1898 година. През 90-те години става член на ВМОК и съратник на Борис Сарафов. По време на Горноджумайското въстание и Илинденско-Преображенското въстание е войвода на чета. По време на Балканската война участва в чета, подпомагаща българските войски. Загива с цялата си чета в местността Свети Мина (Свети Амина) край Мечкул при настъплението на 15000 турска част, опожарила Кресна и Долен Мечкул. В 2016 година кметството в Мечкул поставя в Свети Мина паметна плоча.